# Georg Heinrich Rast
Georg Heinrich Rast (* 7. August 1695 in Königsberg (Preußen); † 29. Januar 1726 ebenda) war ein deutscher Mathematiker und Hochschullehrer.

## Leben
Rast war Sohn des Königsberger Medizinprofessors Georg Rast. Er durchlief die Schulen seiner Heimatstadt und studierte ab 1710 an den Universitäten von Königsberg, unter anderem bei David Bläsing, und Halle. In Halle wurde ihm 1716 auf Grund der Schrift De linea merdiana die Magisterwürde verliehen. Noch im selben Jahr wurde er mit der Dissertation De parallaxi an der Königsberger Universität promoviert. Auf seiner großen Reise durch Frankreich, die Niederlande, England sowie die deutschen Länder kam er auch zu Johannes Gaupp nach Lindau am Bodensee.
Rast kehrte nach Königsberg zurück. Dort wurde ihm nach Bläsings Tod 1719 eine Stelle als außerordentlicher Professor der Mathematik übertragen. Am 29. November 1719 wurde er außerdem in die Preußische Akademie der Wissenschaften gewählt. Er gehörte zu den ersten, die an der Königsberger Universität die Philosophie Wolffs vertraten. Rast starb nach nur kurzem Wirken an einem schweren Fieber.

## Werke (Auswahl)
- De linea merdiana, Halle 1716.
- De infinitis sectionibus conicis methodo nova geometrice delineandis, Leipzig 1717.
- Explicatio Leibnitiana Mvtationis Barometri In Tempestatibvs Plvviis Contra Dvbitationes Io. Theophili Desagvlieri V. C. Adserta, Zaenker, Königsberg 1719.
- Specimen methodi ad summas serierum analytice demonstratum, Reusner, Königsberg 17120.